# Lissoclinum maculatum
Lissoclinum maculatum är en sjöpungsart som beskrevs av Kott 200. Lissoclinum maculatum ingår i släktet Lissoclinum och familjen Didemnidae. Inga underarter finns listade i Catalogue of Life.